# Franco Basaglia

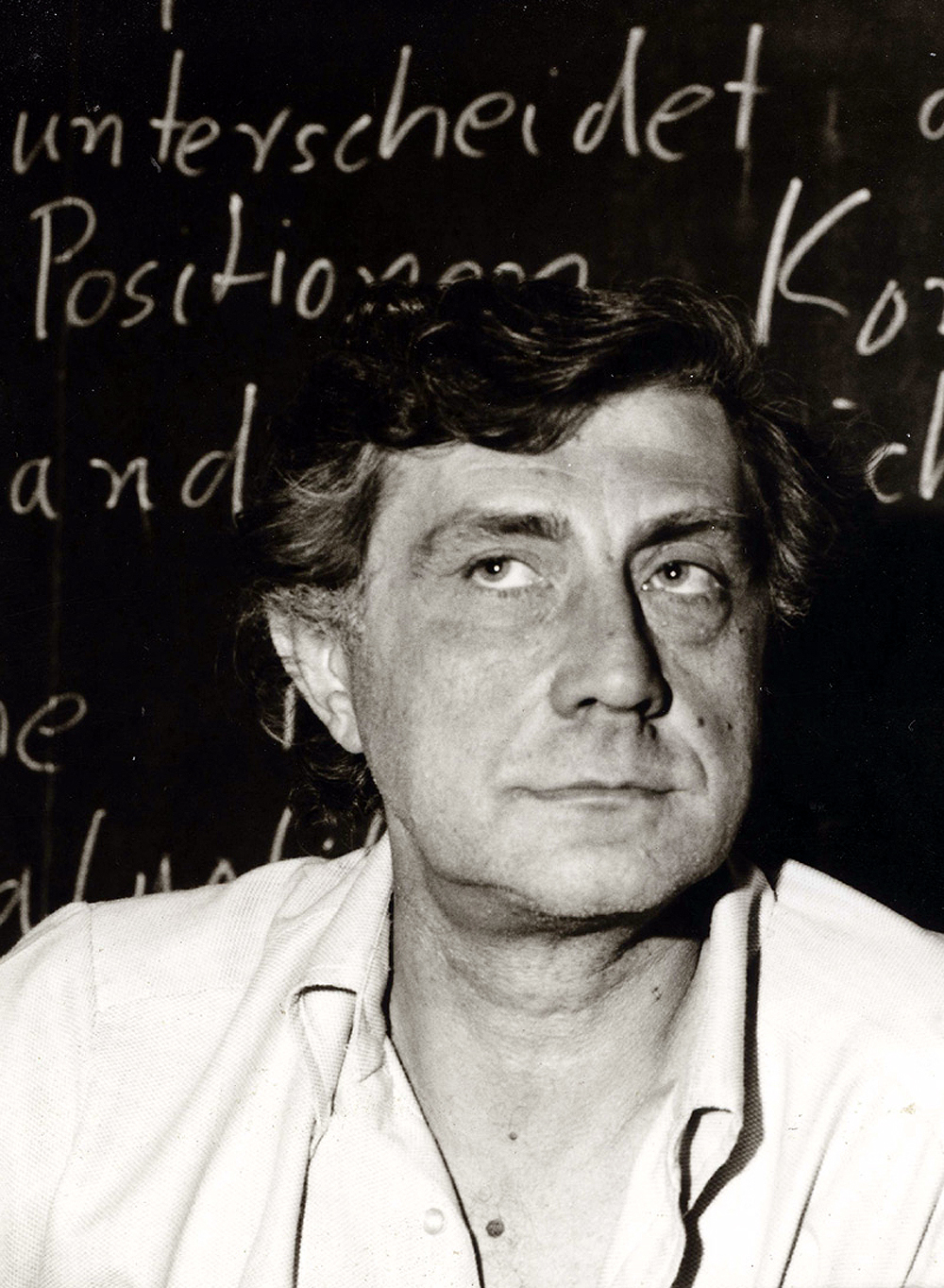
Franco Basaglia (1979)

Franco Basaglia (* 11. März 1924 in Venedig; † 29. August 1980 ebenda) war ein italienischer Psychiater. Basaglia machte die katastrophalen Zustände in den italienischen „Irrenanstalten“ bekannt und erreichte 1978 deren Schließung.

## Leben
Franco Basaglia studierte Medizin an der Universität Padua. Das Studium schloss er 1949 ab. Anschließend wirkte er als Lehrer an der dortigen Psychiatrieschule. Gleichzeitig beschäftigte er sich mit den philosophischen Ideen von Karl Jaspers, Ludwig Binswanger und Eugène Minkowski.
Als Basaglia 1961 die Leitung des Psychiatrischen Krankenhauses in Gorizia übernahm, war er über die dort herrschenden Zustände entsetzt. Die Anstalten wurden wie Hochsicherheitstrakte geführt. Übliche „Therapien“ waren das Anschnallen der Patienten in den Betten, Zwangsjacken, eiskalte Bäder, Elektroschocks und die Anwendung der Lobotomie.
Aus dieser Erfahrung heraus betrieb Basaglia später die Schließung der Anstalten. Gemeinsam mit Giovanni Jervis und Agostino Pirella führte er in Görz zunächst die Strukturen und Prinzipien der Therapeutischen Gemeinschaft ein. Doch diese Reformansätze erwiesen sich bald als nicht weitreichend genug. 1968 trennte sich das Team: Basaglia wurde Leiter der Psychiatrischen Klinik in Colorno (Parma), Pirella übernahm die Leitung in Gorizia und Jervis ging in die Provinz Reggio Emilia.
Ab 1972 arbeitete Basaglia in Triest. Hier kam er zu dem Schluss, dass nur eine Auflösung der Anstalten zu einer effizienten Behandlung der Krankheit führen könne. Ähnlich wie Erving Goffman vertrat er die Ansicht, dass die Anstalt, die Etikettierung und die Ausgrenzung aus der Gesellschaft zusätzlich krankhaftes Verhalten produziere. Ziel war daher die ambulante Behandlung psychisch kranker Menschen, d. h. ihre Rückführung in die Gesellschaft, um somit die wahre Krankheit erkennen und behandeln zu können. Bei der psychiatrischen Beschäftigungstherapie hat er ein genossenschaftliches Arbeitsmodell angewandt. Dieses Experiment hat die italienische Genossenschaftsbewegung stark beeinflusst, denn daraus sind die italienischen Sozialgenossenschaften hervorgegangen.
Die therapeutischen Erfolge in Triest, Basaglias öffentlichkeitswirksames Auftreten und günstige politische Bedingungen führten schließlich dazu, dass sich der italienische Gesetzgeber von den Forderungen überzeugen ließ. Am 13. Mai 1978 wurde im italienischen Parlament das Gesetz 180 für die Reform der Psychiatrie verabschiedet, welche u. a. die Abschaffung der psychiatrischen Anstalten verfügte.
Im Frühling 1980 zeigten sich bei Basaglia die ersten Symptome eines tödlichen Hirntumors; am 29. August 1980 starb er in seinem Haus in Venedig.

## Positionen
Franco Basaglia und seine Frau und Mitarbeiterin Franca Ongaro Basaglia gelten als herausragende europäische Intellektuelle und wie Michel Foucault, Thomas Szasz, Jan Foudraine als Vertreter einer radikalen Psychiatrie- und Gesellschaftskritik und als Gegner der Anstaltspsychiatrie.  Obwohl Basaglia einige wichtige Positionen der Antipsychiatrie teilte, lehnte er es ausdrücklich ab, seine Theorie und Praxis als solche zu definieren. Im Unterschied etwa zu Ronald D. Laing und David Cooper suchte er nicht außerhalb der Institution nach Alternativen, sondern wirkte in ihrem Innern, arbeitete „mit der Institution gegen die Institution“ und hat nie seine Stelle als Psychiater der öffentlichen Gesundheitsdienste aufgegeben. Basaglia begriff die Geisteskrankheit als Phänomen, das nur im Rahmen einer philosophisch-metaphysischen Logik und Wissenschaft adäquat erschlossen werden kann, und widersprach damit dem hegemonialen Positivismus.

## Schriften
- Franco Basaglia: Die negierte Institution oder die Gemeinschaft der Ausgeschlossenen. Ein Experiment der psychiatrischen Klinik in Görz. Übersetzt von Anneheide Ascheri-Osterlow. Suhrkamp, Frankfurt am Main 1971.
- Franco Basaglia (Hrsg.): Was ist Psychiatrie? Übersetzt von Anneheide Ascheri-Osterlow. Suhrkamp, Frankfurt am Main 1974.
- Franco Basaglia: Die Entscheidung des Psychiaters. Bilanz eines Lebenswerkes. Bearbeitet von Friedemann Pfäfflin. Psychiatrie-Verlag, Bonn 2002, ISBN 3-88414-259-3.
- Franco Basaglia, Franca Basaglia-Ongaro (Hrsg.): Befriedungsverbrechen. Über die Dienstbarkeit der Intellektuellen. Übersetzt von Claudia Honegger, Jutta Klingers, Iris Klose, Burkhart Kroeber, Renate und Rolf Wiggershaus. Europäische Verlagsanstalt, Frankfurt am Main 1980, ISBN 3-434-00427-0.

## Filme
- C’era una volta la città dei matti… (dt. „Es war einmal eine Stadt der Narren …“). Regie: Marco Turco, Produzenten: Rai Fiction und Ciao Ragazzi, 2010
- La seconda ombra (dt. „Der zweite Schatten“). Regie: Silvano Agosti, 2000, Istituto Luce.
- E. Agapito: I grandi della Scienza del Novecento: Franco Basaglia (The Great of the 20-th Century Science: Franco Basaglia). Teil 1, Teil 2, Teil 3 (englisch, Videos bei YouTube).